# N2-citril-N6-acetil-N6-hidroksilizinska sintaza
2-citril-6-acetil-6-hidroksilizinska sintaza (EC 6.3.2.38, alfa-citril-epsilon-acetil-epsilon-hidroksilizin sintaza, iucA (gen)) je enzim sa sistematskim imenom citrat:N6-acetil-6-hidroksi-L-lizin ligaza (formira ADP). Ovaj enzim katalizuje sledeću hemijsku reakciju
2 ATP + citrat + N6-acetil-6-hidroksi-L-lizin + H2O {\displaystyle \rightleftharpoons } 2 ADP + 2 fosfat + N2-citril-6</supu>-acetil-6-hidroksi-L-lizin
Za dejstvo ovog enzima je neophodan jon Mg2+.

## Literatura
- Nicholas C. Price; Lewis Stevens (1999). Fundamentals of Enzymology: The Cell and Molecular Biology of Catalytic Proteins (Third изд.). USA: Oxford University Press. ISBN 019850229X.
- Eric J. Toone (2006). Advances in Enzymology and Related Areas of Molecular Biology, Protein Evolution (Volume 75 изд.). Wiley-Interscience. ISBN 0471205036.
- Branden C; Tooze J. Introduction to Protein Structure. New York, NY: Garland Publishing. ISBN 0-8153-2305-0.
- Irwin H. Segel. Enzyme Kinetics: Behavior and Analysis of Rapid Equilibrium and Steady-State Enzyme Systems (Book 44 изд.). Wiley Classics Library. ISBN 0471303097.
- William P. Jencks (1987). Catalysis in Chemistry and Enzymology. Dover Publications. ISBN 0486654605.

## Spoljašnje veze
- N2-citryl-N6-acetyl-N6-hydroxylysine+synthase на 